# Out of the Box (Jade Valerie)
Out of the Box è il primo album da solista dell'ex cantante degli Sweetbox Jade Valerie pubblicato il 17 ottobre 2007 in due versioni: Cd e Cd+DVD (contenente il videosingolo Just Another Day).

## Tracce
1. Turned Up
2. Just Another Day
3. Show Me
4. Uh LaLa
5. Crush
6. Mr. Pay Me
7. You Don't Know Me
8. Goodbye

Il brano Crush è stato cantato anche in duetto con la cantante Baek Ji Young, ma solo nella versione uscita come singolo; la versione dell'album è quella cantata dalla sola Jade.